# Stephanie Diana Wilson
Stephanie Diana Wilson dr. (Boston, Massachusetts, 1966. szeptember 27. –) amerikai afroamerikai mérnök, űrhajósnő.

## Életpálya
1988-ban a Harvard Egyetemen szerzett mérnöki diplomát. Kettő évet a Martin Marietta Űrhajózási Csoportnál (Denver (Colorado)) volt mérnök. A kísérleti repülések során a hajtómű és a rakomány ellenőrzéséért volt felelős. 1990-1992 között az University of Texas keretében doktori diplomát kapott. A NASA Jet Propulsion Laboratory (JPL) munkatársa. A tér szerkezetek modellezéséért volt felelős kutató. 1992-ben tagja volt a Galileo űrszonda technikai elemeinek, műszaki megbízhatóságát értékelő bizottságnak.
1996. május 1-től a Lyndon B. Johnson Űrközpontban részesült űrhajóskiképzésben. Az űrhajózási Iroda megbízásából feladata volt az űrrepülőgép, az űrállomás kijelző rendszerének értékelése, módosító javaslatok kezdeményezése. Kiképezték a robotkarok működtetésére, kiképzését követően 2004-2006 között oktatóként tevékenykedett. Három űrszolgálata alatt összesen 42 napot, 23 órát és 46 percet (1031 óra) töltött a világűrben. Űrhajós pályafutását 2013. július 3-án fejezte be.

## Űrrepülések
- STS–121, a Discovery űrrepülőgép 32. repülésének küldetésfelelőse. Tesztelték az űrrepülőgép új biztonsági rendszerét. Logisztikai (víz, élelmiszer, tudományos anyagok és eszközök) anyagokat szállítottak a Nemzetközi Űrállomásra (ISS). Robotkar üzemeltetőjeként szolgált. Első űrszolgálata alatt összesen 12 napot, 18 órát, 37 percet és 54 másodpercet (306 óra) töltött a világűrben. 8 500 000 kilométert (5 200 000 mérföldet) repült, 202 alkalommal kerülte meg a Földet.
- STS–120, a Discovery űrrepülőgép 34. repülésének küldetésfelelőse. Olaszország által készített Harmony modult szállította az ISS űrállomásra, majd űrhajósai űrsétával (kutatás, szerelés) pozíciójába helyezték. Fedélzeti mérnökként tevékenykedett és kezelte a robotkart. Második űrrepülésén összesen 15 napot, 2 órát és 23 percet (362 óra) töltött a világűrben. 10 050 000 kilométert (6 200 000 mérföldet) repült, 238 kerülte meg a Földet.
- STS–131, a Discovery űrrepülőgép 38. repülésének küldetésfelelőse. Az űrállomás építéséhez, üzemeltetéséhez több technikai eszközt, anyagot szállított, mintegy 27 000 font mértékben. Legfőbb feladata a robotkar kezelése. Harmadik űrszolgálata alatt összesen 15 napot, 02 órát, 47 percet, és 10 másodpercet töltött a világűrben. 10 029 810 kilométert (6 232 235 millió mérföldet) repült, 238 alkalommal kerülte meg a Földet.